# Venedico Caccianemico
Venedico Caccianemico   (Bolonya, 1228 (Gregorià) - 1302 (Gregorià)) Venedico «Caccianemico» dell'Orso polític italià, que fou un dels principals exponents de la facció güelfa de la seva ciutat de Bolonya arribà a cap de la camarilla dels Geremei. Amb el seu pare, Alberto dell'Orso, va ser molt actiu en la política interna de la ciutat i el 1274 va aconseguir derrotar la facció dels gibel·lins, dirigida per la família Lambertazzi, fent exiliar els seus líders. Va ocupar nombrosos càrrecs polítics i al seu torn es va haver d'exiliar dues vegades (1287 i 1289). Sempre va estar a favor dels Este, marquesos de Ferrara, acceptant els seus objectius de poder sobre Bolonya, amb l'esperança d'obtenir-ne favors polítics. El 1294 va fer casar el seu fill Lambertino amb Costanza, filla del marquès Azzo VIII d'Este.
Dotat d'intel·ligència política a més d'astúcia i coratge, fou cridat al govern d'importants centres i va ser podestà d'Imola (1264), Milà (1275; 1286) i Pistoia (1283), així com capità del poble a Mòdena (1273-1274). El 1301, ja molt vell, fou de nou exiliat i va morir potser el 1302 o el 1303.

## Personatge
Venedico és citat per Dante Alighieri en l'Infern (Cant XVIII, vv. 40-66) entre els alcavots, forçat a girar eternament en el primer fossat del cercle vuitè dels fraudulents, sota les fuetades de dimonis cornuts: 
"perquè vaig dir: «Tu que gires els ulls
cap a terra, si els teus trets no són falsos
tu ets Venèdico Caccianemico.
Però, què et porta a salses tan picants?»"
(Infern, Cant XVIII, vv. 48-51)
Aquesta pregunta falsament ingènua de Dante, és d'una gran crueltat menyspreadora, i només a contracor, respon el condemnat. En la seva resposta el personatge de Venedico al·ludeix a continuació a una "notícia indecent" que a l'època havia de ser molt coneguda, encara que no n'hi ha rastres en fonts d'arxiu anteriors a Dante (potser per la importància de Venedico). Amb una certa infàmia cap al seu personatge (que en el poema intenta amagar la seva cara per no ser reconegut), Dante li fa contar a contracor  el negoci deshonest ("mercimonio") que va dur a terme amb la seva germana Ghisolabella: 
"jo sóc qui va portar Ghisolabella

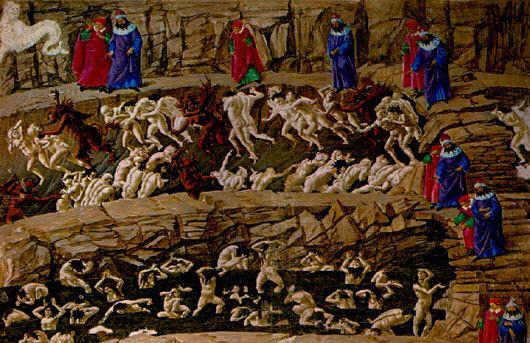
El cant divuitè segons Sandro Botticelli amb el primer fossat dels alcavots i seductors i el segon dels aduladors i llagoters

a complaure els desitjos del marquès,
conten com conten la indecent notícia".
(Infern, Cant XVIII, vv. 55-57)
 El marquès és sens dubte el de Ferrara, del qual Venèdico tractava per tots els mitjans  d'obtenir favors; els comentaristes diuen que es tracta d'Obizzo II d'Este, que també és present a l'Infern de Dante  al Cant XII, enfonsat en la sang bullent fins al front. Dante, que va imaginar el seu viatge a la ultratomba en la primavera de 1300, no sabia que Venedico encara vivia i que moriria només uns anys més tard.
Dante també fa pronunciar a Venedico una crua denúncia contra els bolonyesos pel seu "cor tan avar", segons la qual cosa, hi haurien més bolonyesos en el fossat dels alcavots que en el món dels vius. L'acusació de Dante és particularment valenta si es pensa que quan va escriure la Divina Comèdia estava a l'exili i que enemistar-se amb una ciutat que podria haver-lo acollit, com Bolonya no era, sens dubte, una elecció fàcil.
L'episodi dantesc es desenvolupa "en termes de debat impietós i apressat, directe, amb fórmules enganyoses d'ambigua ironia, però sota l'aparença d'una correcta educació, i es mou segons l'esperit d'un subtil sarcasme inquisitorial" (Lanfranco Caretti).
En l'espai de 26 versos es presenta i es resol l'escena. Venedico segueix endavant com un de tants condemnats despullats que poblen el primer fossat, corrent sota les xurriacades dels diables. Res el distingeix dels altres condemnats, contrastant amb l'elevada posició social que va ocupar mentre vivia.